# 国鉄DF41形ディーゼル機関車
DF41形は、かつて日本国有鉄道（国鉄）が試用した電気式ディーゼル機関車である。

## 製造の背景
国鉄がディーゼル機関車の開発を模索していたころ、国内の車両メーカーは国鉄および海外への売り込みをはかるべく、独自の機関車を設計・試作した。これらの機関車は、合計9形式が国鉄に借り入れられ、40番台、のちに90番台の形式を与えられて試用され、一部の形式は国鉄が正式に購入した。それらの試作機関車のうち、本線用として1958年（昭和33年）に汽車製造が製造したのが、本形式である。

## 構造
製造は、車体、台車、その他の機械部品は汽車製造（製造番号2785）、機関は三井造船、主発電機、主電動機などの電装品は東洋電機と、それぞれが分担しており、製造銘版も三社の連名である。
機関は三井造船がデンマークのバーマイスタ社（Burmeister & Wain Ltd.、現在はMAN SEグループ。）との技術提携により製造した、連続定格出力1,320HPの水冷V型12気筒2ストロークディーゼル機関で、いわゆるユニフロー掃気ディーゼルエンジンである。動力伝達方式は、変速機が不要で短期間の開発に適した電気式を採用した。最終減速装置は、電気機関車で十分な実績のある1段つり掛け式である。
軸配置はC-C。車体は箱形であり、全体的に洗練されたスマートな印象を受ける。前面形状は国鉄EH10形電気機関車と同様のデザインであるが、貫通式である。前面の窓下中央部に目立たぬように貫通扉が設置されている。塗色は1958年（昭和33年）の A.R.C.（アジア鉄道首脳者懇親会）での車両展示の時点では白で、車体中央にステンレスの帯と、その下に赤い帯が入っていたが、国鉄での使用時にはステンレスの帯を境とした茶色の濃淡のツートーンカラーに塗られていた。また試験塗装と思われる、金属帯が無く、茶色と赤色のツートーンカラーに黄色の帯を加えた塗装の写真も残されている。
旅客列車暖房用のSG3形蒸気発生装置を搭載している。

## 運用
新製後の1959年（昭和34年）に国鉄が借り入れて福知山機関区に配置され、山陰本線や福知山線で使用された。のちにDF92形と改称され、1962年（昭和37年）3月に返却された。
前述のとおり、本機は1958年（昭和33年）に落成しているにもかかわらず、これまで多くの文献で1959年（昭和34年）製となっていた。これは、国鉄に貸し出されるにあたり、その車歴簿、あるいは広報資料に記載された初めての日付を、国鉄発注の一般的な車両の新製配置と同様に扱ったことで起こった誤りと推測される。

## 主要諸元
- 全長：16,800 mm
- 全幅： 2,940 mm
- 全高： 3,998 mm
- 運転整備重量：84 t
- 最高速度：90 km/h
- 連続定格引張力：9,900 kg
- 連続定格速度：26.8 km/h
- 機関：三井造船・バーマイスタ DE1222VL-34V形ディーゼル機関×1
  - 機関型式： 2サイクル 40度V形12気筒
  - 連続定格出力/回転数：1,320 HP/ 800 rpm
  - 1時間定格出力/回転数：1,450 HP/ 860 rpm
- 軸配置：C-C
- 動力伝達方式：電気式
- 主発電機：TDKG902A×1
  - 連続定格出力/電圧/電流/回転数：820 kW/ 440 V/ 1,860 A/ 800 rpm
- 主電動機：TDK539A×6
  - 連続定格出力/電圧/電流/回転数：123 kW/ 440 V/ 350 A/ 650rpm
  - 駆動方式：1段歯車減速つり掛け式
  - 歯車比：67:17 = 3.94
- 燃料タンク容量： 1,800リットル